# Turbomeca Arrius
I Turbomeca Arrius compongono una famiglia di motori aeronautici turboalbero prodotti dall'azienda francese Turbomeca a partire dal 1981. Ideati per la propulsione di elicotteri sono stati realizzati con potenze variabili tra i 357 kW (479 shp) e i 530 kW (716 shp). Prendono il nome da un picco dei Pirenei (pic d'Arrius), situato nella Valle d'Ossau vicino a Pau.

## Varianti
Arrius 1A
Arrius 1A1
Arrius 1M
Arrius 2B1
Arrius 2B1A
Arrius 2B2
Arrius 2F
Arrius 2K1
Arrius 2K2
Arrius 2G1
Arrius 2R

## Velivoli utilizzatori
- Eurocopter AS355N Ecureuil 2 (2 x Arrius 1A) [2]
- Eurocopter AS355NP Ecureuil 2 (2 x Arrius 1A1)
- Eurocopter AS555 Fennec (2 x Arrius 1M)
- Eurocopter EC135 T1 (2 x Arrius 2B1/2B1A)
- Eurocopter EC135 T2 (2 x Arrius 2B2)
- Eurocopter EC635 T1 (2 x Arrius 2B1/2B1A)
- Eurocopter EC635 T2 (2 x Arrius  2B2)
- Eurocopter EC120B Colibri (1 x Arrius 2F)
- Agusta A109 Power (2 x Arrius 2K1/2K2)
- Kamov Ka-226T (2 x Arrius 2G1) [3]
- Bell 505 (1 x Arrius 2R) [4]
- SNCASO SO-1310 Farfadet [5]